# Eleonora d’Este

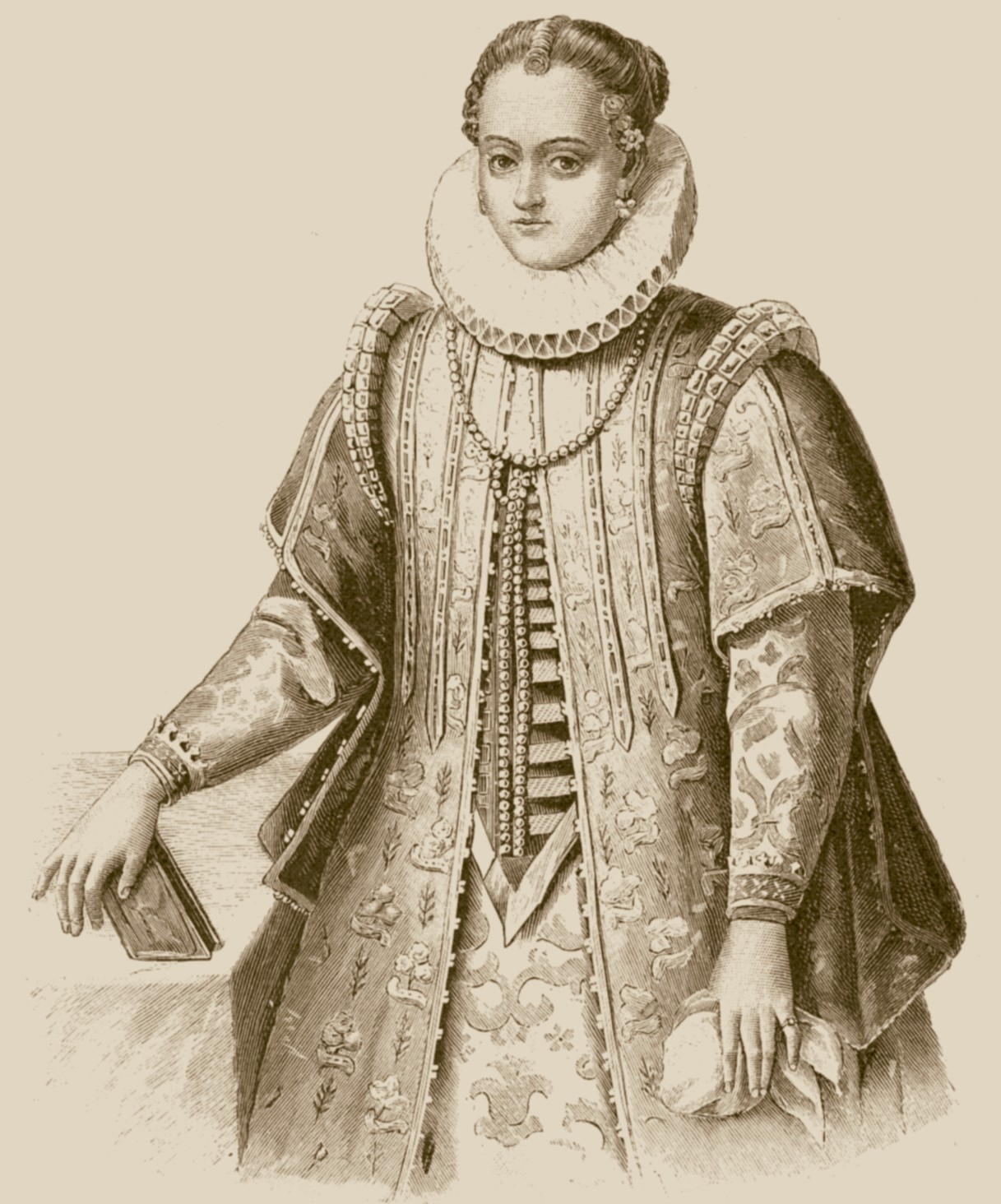
Eleonora d’Este

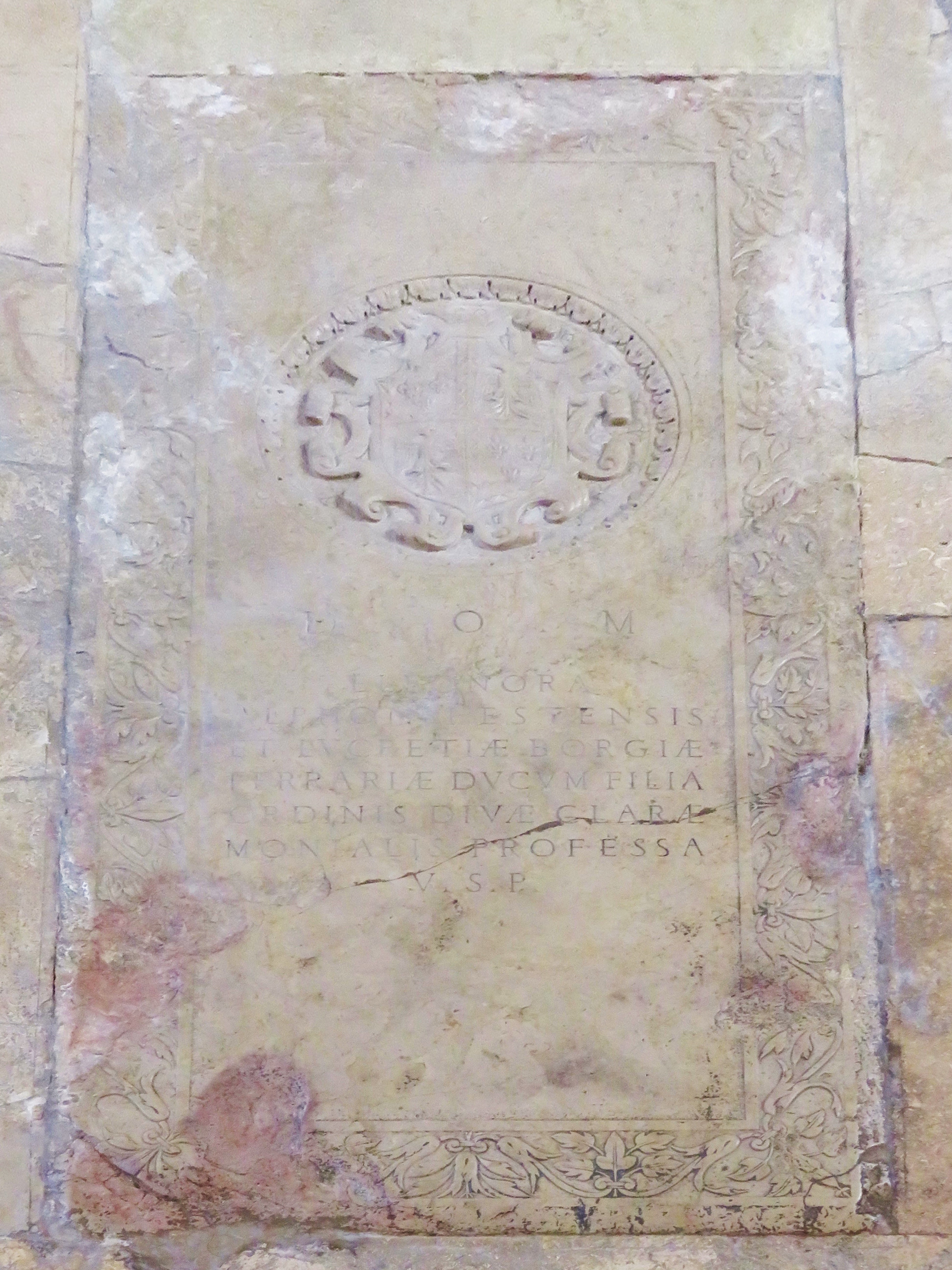
Grab von Eleonora d'Este in der Klosterkirche Corpus Domini.

Eleonora d’Este (* 4. Juli 1515 in Ferrara; † 15. Juli 1575 ebenda) war eine Adlige aus dem Herzogtum Ferrara.

## Leben
Eleonora war die Tochter von Alfonso I. d’Este und seiner zweiten Frau Lucrezia Borgia. Ihr Großvater mütterlicherseits war der Papst Alexander VI.; ihr Onkel war Cesare Borgia, der  Renaissancefürst aus dem Geschlecht der Borgia. Das Herzogspaar von Ferrara gab seiner ersten Tochter den Namen Eleonora zu Ehren der Großmutter väterlicherseits: Eleonora von Aragón (* 22. Juni 1450; † 11. Oktober 1493), einer Tochter Ferdinands I., des Königs von Neapel, die mit Ercole I. d’Este, Herzog von Ferrara, verheiratet gewesen war.
Im Alter von vier Jahren verlor Eleonora ihre Mutter, und ihr Vater Alfonso heiratete seine langjährige Geliebte Laura Dianti. Eleonora trat in den Konvent von Corpus Domini ein. Nach ihrem Tod wurde sie neben ihrer Mutter Lucrezia in der Klosterkirche in Ferrara in der Via Pergolato Nr. 4  beigesetzt. Eleonora war die einzige Tochter, die ihre Eltern überlebte.